# Sayoko Yamaguchi
Sayoko Yamaguchi (Yamaguchi Sayoko (山口小夜子?); Yokohama, 19 settembre 1949 – 14 agosto 2007) è stata una supermodella, stilista e attrice giapponese, icona della moda degli anni '70.

## Biografia
Originaria di Yokohama, Yamaguchi si è diplomata alla scuola di design Dressmaker Gakuin di Sugino Gakuen a Tokyo. È morta di polmonite acuta il 14 agosto 2007, all'età di 57 anni.

## Carriera

### Modella
Ha fatto la sua apparizione sulla scena della moda internazionale negli anni '70, debuttando nel 1971 nella collezione che Kansai Yamamoto - designer giapponese che ha influenzato Louis Vuitton Cruise - ha presentato a Londra. Dopo Kazuko Matsuda (scoperta da Louis Fellow nel 1959, la prima modella asiatica ad essere presente nella collezione di Parigi) e Hiroko Matsumoto (scoperta da Pierre Cardin nel 1960), Yamaguchi è stata scelta nel 1972 per il suo debutto come modella nella sfilata di Parigi e successivamente per la Settimana della moda di New York. Capelli a caschetto okappa, con la frangia nera tagliata appena sopra gli occhi a mandorla, Yamaguchi ha cambiato i canoni di bellezza dell'epoca. È stata una delle prime modelle asiatiche a sfilare per Yves Saint Laurent, Chanel e Jean-Paul Gaultier e ad aparire su importanti riviste di moda del mondo, fatto che ha portato ad un boom di modelle giapponesi nell'industria della moda.. Ha attirato l'attenzione negli show realizzati da Kenzō Takada e Kansai Yamamoto, diventando la loro musa ispiratrice, oltre che quella di Issey Miyake.
Negli anni '60, nella pubblicità giapponese di prodotti di bellezza, quasi il 50% dei modelli utilizzati non erano asiatici. Nella stessa situazione si trovava Shiseido, la più grande azienda di cosmetici del paese, che fino alla firma di Yamaguchi nel 1973, utilizzava modelli giapponesi solo nella metà dei casi. In base a questo contratto, insieme all'artista francese Serge Lutens, la modella ha creato alcune delle immagini di bellezza più potenti del decennio, annunciando un nuovo apprezzamento della bellezza giapponese.
Nel 1977, la rivista Newsweek l'ha nominata una delle sei migliori modelle al mondo. Quell'anno è apparsa sulla copertina dell'album Aja del gruppo jazz rock statunitense Steely Dan, fotografata da Hideki Fujii.

### Attrice
Yamaguchi ha continuato la sua carriera come attrice cinematografica teatrale (apparendo nello spettacolo Mysterious Official in China di Shuji Terayama), oltre che come costumista. Ha inoltre ampliato il suo campo di attività alla danza contemporanea.
Negli anni 2000 ha collaborato ad opere sperimentali - che combinavano moda, film, teatro, recitazione, performance art, musica e danza, con una nuova generazione di artisti, come i registi Yasunori Ikunishi, Yasunori Kakegawa e i musicisti Fuyuki Yamakawa, Naohiro Ugawa.

## Cultura di massa
Alla fine degli anni 70 e poi negli anni 80, i "manichini Sayoko", ispirati a Yamaguchi e prodotti da Rootstein nel 1977, hanno abbellito le vetrine dei negozi di abbigliamento di tutto il mondo
Nel 2015, è stata allestita al Museum of Contemporary Art di Tokyo la mostra "Sayoko Yamaguchi: Wearer of the Future" ha ripercorso la vita di Sayoko, pioniera dell'intersezione tra moda e arte La mostra ha attirato 55.000 visitatori, con 3.000 persone solo nell'ultimo giorno.

## Influenza culturale
La sua figura è stata di ispirazione al fumettista giapponese Eldo Yoshimizu per la creazione estetica del personaggio Ryuko, protagonista di un manga d'azione indipendente che dà titolo all'opera stessa edita in Italia da BAO Publishing.

## Filmografia

### Attrice
- Matouqin Nocturne (2007)
- Soundtrack (2002)
- Pistol Opera (2001)
- Rikyû (1989)
- Fruits of Passion (1981)
- Lost Love (1978)

### Costumista e makeup
- Three Sisters (2002, film tv)

### Nel ruolo di se stessa
- Kôri no hanabi Sayoko Yamaguchi (2015)
- Fashion (1980, serie tv)
- Carol (1974)